# Myioborus miniatus
La candelita plomiza (Myioborus miniatus), también denominada candelita gargantipizarra, gorginegra, pechinegra o selvática, chipe de montaña, abanico pechinegro, pavito coronado y pavito gorjigris, es una especie de ave paseriforme de la familia Parulidae que vive en las montañas de América, desde México hasta Bolivia.

## Descripción

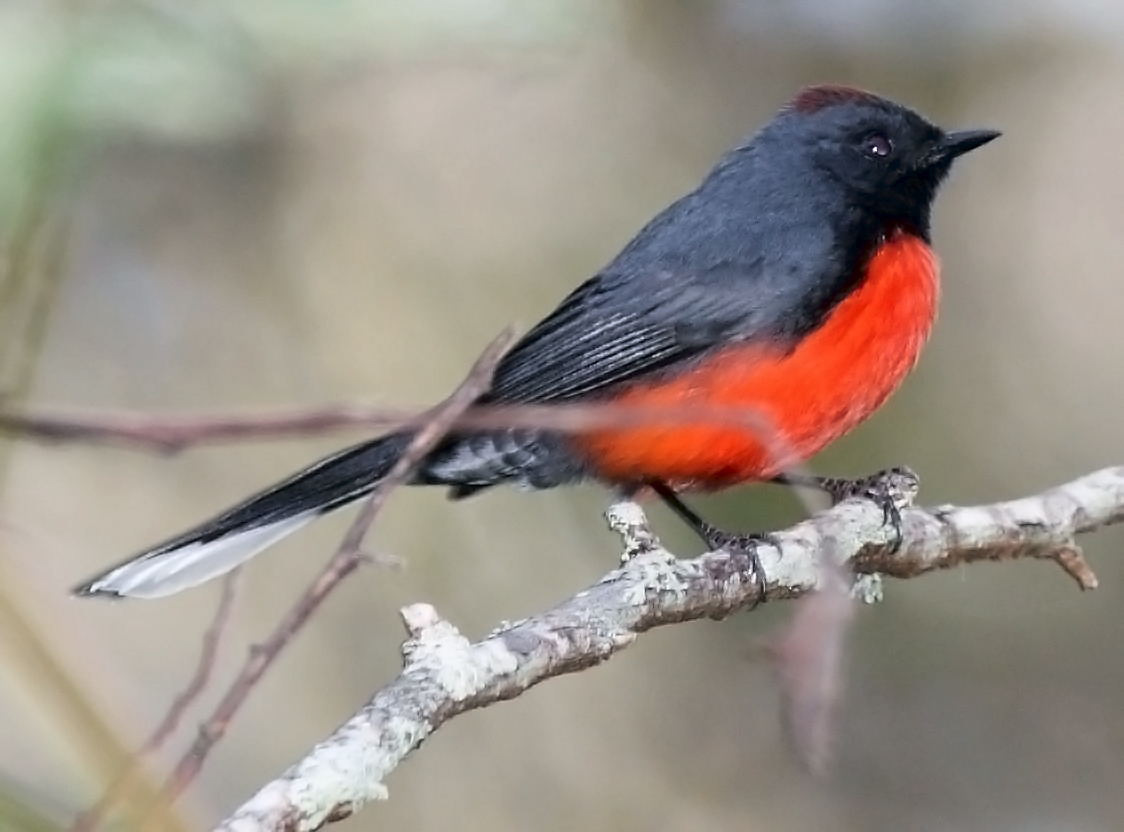
Macho de variedad norteña.

La candelita plomiza mide una media de 13,5 cm de largo. Sus partes superiores son de color gris oscuro con el píleo castaño rojizo. Su cola tiene forma de abanico y es negruzca con los laterales y la base inferior blancos. El color de sus partes inferiores varía regionalmente, en la mayor parte de su área de distribución son de color amarillo intenso aunque en las regiones del norte son rojas. Los machos presentan la garganta negra, extendiéndose el negro a los laterales del pecho, la cara y la frente en las variedades norteñas.

## Distribución y hábitat
Su área de distribución se extiende fragmentadamente por las zonas montañosas de México, Centroamérica, la mitad septentrional de los Andes, desde Venezuela hasta Bolivia, y sus estribaciones como la cordillera de la costa venezolana.
Su hábitat natural son los bosques húmedos de montaña. Se encuentra principalmente entre los 1000 y 3000 m de altitud, aunque bajan hasta los 250 m en invierno.

## Taxonomía
La especie fue descrita científicamente por el ornitólogo británico William Swainson en 1827. Se reconocen doce subespecies:
- Myioborus miniatus aurantiacus (Baird, 1865)
- Myioborus miniatus ballux (Wetmore y Phelps, 1944)
- Myioborus miniatus comptus (Wetmore, 1944)
- Myioborus miniatus connectens (Dickey y Van Rossem, 1928)
- Myioborus miniatus hellmayri (Van Rossem, 1936)
- Myioborus miniatus intermedius (Hartlaub, 1852)
- Myioborus miniatus miniatus (Swainson, 1827)
- Myioborus miniatus molochinus (Wetmore, 1942)
- Myioborus miniatus pallidiventris (Chapman, 1899)
- Myioborus miniatus sanctaemartae (Zimmer, 1949)
- Myioborus miniatus subsimilis (Zimmer, 1949)
- Myioborus miniatus verticalis (Orbigny y Lafresnaye, 1837)